# ABCアシッド映画館
『ABCアシッド映画館』（エー・ビー・シー・アシッドえいがかん）は、朝日放送ラジオ（ABCラジオ）で1993年4月から2009年11月まで毎週土曜日の深夜に放送されていた映画情報・予想番組である。

## パーソナリティ
平野秀朗（ひらの ひであき） - 放送作家。同番組「館主」で自称映画予想家。番組内での呼称は「先生」又は「平野先生」。評論の他に、オープニングコール、投稿の読み上げ、番組イベントの告知、映画関連イベントやインタビューの取材、インタビューの編集を担当。
鳥居睦子（とりい むつこ） - フリーアナウンサー。呼称は「鳥居さん」又は「むっちゃん」。オープニング及びジングルのコール、投稿と宛先の読み上げを担当。ブラッド・ピットのファン。

### その他の出演者・スタッフ
ぼんちゃん - 本番組にのみ登場する初代ディレクターに声が酷似している謎のキャラクター。毎年第1回目の放送時のみ番組に登場し、正体不明である事から映画に対してパーソナリティを困惑するほどの難癖と放言の評論を連発していた。2000年初頭からフェードアウト。
宮本真由美（みやもと まゆみ） - フリーアナウンサー。2006年4月から約3ヶ月間、短期レギュラーを務める。鳥居とは「ミューパラ版PUFFY」という番組限定ユニットを過去に組んでおり友人の間柄。
板井昭浩 - 初代ディレクターで番組創設者。番組タイトルも板井が命名。2000年に社内異動でラジオから離れる。
D伊藤 - 番組ディレクター。平野からは「伊藤さん」、鳥居からは「けんちゃん」と呼ばれる。板井の後任として、長らく本番組の屋台骨を支えたディレクター。キュー振りからミキサーまでを1人でこなしていたが、人事異動によって、2009年3月28日の放送を最後に番組を離れた。「ラスト・プレゼント」のサントラを聞くと無意識に感涙するほどの韓国映画好きとしても知られており、毎年その年のベスト3に必ず1本は韓国映画を選んでいる。

## 番組概要
- オープニングテーマには映画グラン・ブルーのサウンドトラックから Robert Palmer「Addicted To Love」の歌詞無し劇中セリフ入りバージョン
- エンディングテーマにはVangelis「Love Theme」

1993年4月に45分番組として放送開始。1996年10月から30分番組に縮小されたが、1998年12月からは1時間番組として、毎週土曜日の26:00 - 27:00に放送されてきた。番組開始15年目を迎えた2007年4月には、深夜帯の番組（放送枠）を大幅に変更したあおりを受けて、放送開始時刻を27:00にまで繰り下げ。夏季としては異例の大型改編を実施した2009年7月から3ヶ月間は、26:00 - 26:30の放送に戻っていた。ちなみに、放送初回から、関西以外の地域のラジオ局にはネットされていない。
自社制作のローカル番組であったうえに、深夜枠の放送で予算を低く抑えられていたため、パーソナリティ2人とディレクター1人による構成で製作されていた。それでも2008年には、日本放送作家協会関西支部（支部長・藤本義一）から、同年度の関西ディレクター大賞特別賞を授与。映画「崖の上のポニョ」の公開直前には、配給サイドからの直々の指名を受けて、関西の番組で唯一宮崎駿監督との単独インタビューを実現させるまでに至った。
2006年4月からの3ヶ月間は、鳥居が妊娠による療養で休業。その間は、宮本を鳥居の代役に立てていた。2009年7月には、平野が“映画の見識を広める為の充電期間”に入ることを理由に番組を降板。同年7月14日からは、放送時間を変更・短縮したうえで、鳥居のみが出演するようになった。
本番組の映画紹介では、平野が口上を述べたうえで、鳥居が適当に相槌を打つことが基本になっている。また、平野・鳥居とも、リスナーに分かりやすいように、自らの体験に基づいた感想・主観や客観的な情報を交えながら映画の概要を伝えていた。
特に平野には、「リスナーにもっと伝わるように」との一心で、紹介する映画の内容を下世話なレベルにまで掘り下げる傾向があった。そのため、平野が行きすぎた主観や酷評を発した場合には、鳥居がフォロー。それでもフォローし切れないほどの邪推・下世話な話題・下ネタが平野の口から発せられた場合には、鳥居が「最悪や」「最低や」「アホや」「もう、ええちゅーねん」（もう止めろ）と言い放ちながら、話題を切り上げることが定番になっていた。

### 番組開始までの経緯
平野は、ABCラジオの深夜番組『ABCラジオシティ』に、学生スタッフ「ADs（エーディーズ）」の一員として参加。竹内義和とちわきまゆみがパーソナリティを務めた水曜日の放送で、映画情報コーナーを担当する。同コーナーは、後継番組『ABCラジオパラダイス』でも、竹内・ちわきが担当する水曜日に「シネマ飯店」として放送。1992年末に同番組が終了したのを機に、水曜日のディレクターだった板井昭浩が、同コーナーを受け継ぐ形で本番組を立ち上げた。
一方の鳥居は、本番組を開始するまで、ABCラジオ平日午前のワイド番組『ナイス9 長沢彰彦です』の中継コーナーにリポーターとして出演。「美人アナ」として周囲に近寄りがたい雰囲気を醸し出していたが、同コーナーのディレクターであった平野が意を決し、小声で恐るおそる「僕と一緒に映画番組やりませんか？」と声を掛けられたことを機に本番組で共演することになった。

## 映画批評
全体的に映画評論としてはネームバリューのある映画であっても、面白く無い作品は面白くない、面白い作品は面白いと、番組独自の率直な評論を行い、リスナーにも分かり易く、笑いを交えた評論（トーク）により映画ファン以外のライト層のリスナーも本番組の意見を参考に映画館に足を運んでいるという便りも寄せられていた。殆ど難癖に近い辛辣な評価や駄作であっても「映画への愛」の一言で一括りにして評論を行っていた。
かつては製作・配給会社や広告代理店、映画館などの業界間に利害関係が生じる媒体においては、興行成績にマイナスとなる映画の酷評は黙殺され、評論に於いても通り一遍の無難な紹介に留まっているものが多く、映画館に足を運ぶ者は良作か佳作か駄作か、入場料金を支払う前に客自身が判断出来る材料に乏しかった。本番組は「駄作なら駄作」と吊るし上げて、前宣伝だけで映画を観るべきか逡巡しているリスナーに警告を送っていた。
結末を明かすような詳細な紹介は業界の慣例上NGとなっており、本番組も基本的にそれに倣って、予告編を含んだ序盤や概要を1本につき10分前後の時間を設けて紹介を行っていた。しかし本編の見所から結末までが予告編において全て語られてしまっている場合や、安直でお約束な伏線と事前に誰でも結末が予想できる定番の結末、途中で物語を覆すような激しく偏差を起こしている強引な場面展開、映画全編に渡り構成・演出が破綻している作品について、紹介する事すら困難な場合は慣例を放棄し、唸りながら場面展開から結末まで紹介する場合があった。それらも踏まえ、正面からの批評の他に、平野がラジオやテレビの番組製作に携わっている事から、作品がどういう位置付けなのかという製作側からの視点や、作品内に込められた隠された意図と下心等を個人的視点と邪推で汲み取り、同時にパーソナリティ個人の道徳観や性倫理、恋愛観を作品と比較、解釈、それら諸々をトークの中に取り入れて評論を行っていた。
また映画紹介だけに留まらず、大作映画を主とした日本における様々な業界を巻き込んだ前宣伝と宣伝展開、観客の反応とリスナー投稿、映画館の入込み情報、クチコミ、映画イベント、映画賞祭の受賞予想の情報も取り上げ。興行収入や収益、観客動員数などの興行面から見た批評や感想も行い「予告編も本編も大差無い」「宣伝の工夫次第で集客出来た良い映画のはずなのに広報が弱い」「ネームバリューの勢いだけで巨額の制作費と広告宣伝費を投じた割には客足が伸びておらず収支に見合っていないのでは」をといった意見や、その逆の賛辞を配給、製作元に対して述べていた。

## コーナー
- ニューシネマライナー 新作映画紹介
- レンタル映画館 数的限界により番組では取り上げられなかった作品や、クチコミで広がる前に短期で公開終了した作品、個人的な思い入れがあっても商品化されていなかったレア作品、等の発掘の受け皿となっていた。不定期コーナー。
- ちょいカキ平野のハリウッドスキャンダル ゴシップ誌からピックアップした有名人の乱行や失態、漏洩記事、業界事情などを提供。
- サントラ 決まったコーナー名は無く主に公開中の作品から平野が選曲。ハンス・ジマーが担当した新作映画の劇中音楽はその都度選曲されていた。
- サントラハウスpetit 平野充電中、鳥居のみでの放送になってから始まったコーナー。リスナーから思い入れのある映画に使用されている曲をリクエスト形式で選曲。
- プレゼント 映画グッズや試写会の招待券などを抽選でプレゼント。番組終盤に告知される。配給会社の営業から「捌き切れなかったからアシッドで」と持ち込まれる事もあった。
- インタビュー インタビューには主に監督や製作に関わった人物が多く、出演している役者へのインタビューは少な目。代表的なものに西冬彦や鈴木敏夫、ジョージ・ルーカス（通訳・戸田奈津子）にインタビュー。不定期企画。

### 特別企画
レギュラー放送時代には、番組開始当初から、毎年最後の放送となる12月24日から30日の土曜に、リスナーの投票でその年の映画の順位をつける「アシッド・シネマグランプリ」を開催していた。このランキングは通常、前年12月から当年11月末までの封切映画を対象に、リスナーが選んだベスト映画5本について、F1のポイント制と同じ、1位に10ポイント、2位に6ポイント、3位に4ポイント、4位に3ポイント、5位に2ポイントを振り分けてそれぞれ計算し、採点結果を発表するもの。合わせてワースト作品も発表する。ランキング結果は超大作であろうと期待と前宣伝の大きさ反面、ワーストに選出されたり、凄まじい駄作で酷評されたが故に注目されてランキング入りしたりと特異な結果となっていた。
また、その年最初の放送となる1月第1週の土曜に、平野がその年の前年に当たる映画に順位をつける「アシッドが選ぶベスト10」を放送。同時に鳥居や番組スタッフである「伊藤ディレクター」が選んだ各ベスト3も公表している。板井も「ぼんちゃん」の名前で出演していたが、社内の異動により出演できなくなった。一般的な番組には珍しく新年早々に前年を振り返るため、出演者曰く「後ろ向きな放送」。

## 特別番組
レギュラー放送の時間帯以外に、1998年から年に数回のペースで、映画音楽の紹介・リクエストを主体にした特別番組「アシッドサントラハウス」を放送。2002年放送の「アシッドサントラハウス　エピソード2」で、映画「スパイキッズ2 失われた夢の島」の日本キャンペーン用に作られたスパイキッズ（映画と同名のユニット）の楽曲「失敗は許されない」を紹介したことを機に、同曲の一部を「サントラハウス」用のジングルとして使うようになった。
また、「サントラハウス」の番外編として、「アシッドサントラハウス・アネックス」という特別番組も随時放送。2005年からは、「アシッド映画業界裏」などの特別番組を放送することもあった。いずれの番組も、テーマや放送枠が放送直前まで決まらないため、直近のレギュラー放送で告知を実施することが多かった。

## レギュラー放送でのエピソード
平野の呼称である「先生」とは、「水野先生とぼんちゃん」から役柄を拝借した時の名残で、単なる通称に過ぎない。ちなみに、「ぼんちゃん」は板井が名乗っていた。
1995年の阪神・淡路大震災の直後には、自宅で被災した板井が、平野の住んでいたアパートで1週間程度生活を共にしている。平野は後の放送で、「自分のアパートに帰ると、ヘッドホンをして踊っている板井さんを見て暗鬱になった」と回想している。
平野が番組内で映画「北京原人 Who are you?」を酷評した直後に、同映画配給元の東映から報道関係者向けの新作映画試写やイベントにまったく招待されなくなった。そのため、同社配給の作品については、一時自腹を切っての取材・観劇を強いられた。
スタジオジブリ役員の鈴木敏夫が平野を懇意にしており、平野の取材に際しては、主要メディアのインタビューより一足踏み込んだ内情を打ち明け、ついでに平野にジブリ入社を勧めている。
スタジオジブリには細田守版「ハウルの動く城」が存在するのではないかという噂が存在するが、「時をかける少女 (2006年の映画)」の取材時、「インタビューにてジブリの名前を出すのはNG」との事前通告を無視して「細田守版ハウルの動く城、観て見たいですね」と平野が話題を振ると細田は大笑して「まぁまぁ」と制し、話題を切り上げた。
平野が『探偵!ナイトスクープ』の製作に携わっている縁もあり、三谷幸喜が「ザ・マジックアワー」のキャンペーンも兼ねて番組にゲスト出演。三谷が出演待機している目の前で、平野が「ラヂオの時間」を「ラジオを製作する現場の描き方が安直」とコキ下ろす。当の三谷は「たった3人で、本当に番組が放送されているのか」と少人数体制の方に驚いていた。
映画「ハンサム★スーツ」監督の英勉が公開に合わせた平野の取材を受けた際に「うちの弟がこの番組のリスナーで『先に平野さんに話を通さないと関西での広報活動は行えない』と脅され、身構えてインタビューに望んだ」と明かし、その場の勢いも手伝い、機会が合えば一緒に食事でもという話にもつれ込んだ。
映画「崖の上のポニョ」公開時における宮崎駿監督への単独インタビューでは、配給サイドからのオファーがあった直後に、平野が「なんでウチなんですか？　関西でのキャンペーンなら、視聴者数の多い『ちちんぷいぷい』や『ワイドABCDE〜す』に出た方がいいのでは？」と問い掛ける一幕があった。しかし配給サイドは、映画「もののけ姫」のヒットと日本アカデミー賞最優秀作品賞の受賞の際に受けたテレビ取材で、インタビュアーからの同じ内容の質問に宮崎が辟易していたことを理由に「テレビ取材を一切受けない」と説明。平野が「同じラジオに出るのなら、（『おはようパーソナリティ道上洋三です』の）道上洋三さんがいる」「ウチは深夜のラジオ番組だからリスナーが少ない」と食い下がっても、「関西で映画に詳しい平野さんだからこそお願いしている」との一点張りで、宮崎の来阪時に単独インタビューを実現させた。

## 番組イベント
1998年より年に1回のペースで、「電影特殊講義 映画学概論」と銘打ったトークイベントを開催。平野・鳥居に加えて、竹内義和も長年参加してきた。イベントでは、映画制作やキャンペーンの裏話、珍しいネタなどが紹介されるほか、竹内が持ち込んだ「秘蔵映像」も公開されていた。学園祭のイベントや特別講演会として、関西学院大学や神戸大学などでも実施。関西学院大学では、現在でもに開催されている。
また平野は、千里セルシー（大阪府吹田市）にある映画館「千里セルシーシアター」の支配人から本番組に届いたメッセージをきっかけに、2003年から不定期で同館の一日館長を務めてきた。館長を務める日の前後には、シネマグランプリ（前述）に選んだ作品など、平野お勧めの映画を2本立てで上映。館長を担当する日には、平野によるトークイベントも開かれた。

## 番組存亡と生き残り策
番組初期にはリスナーからの投書がなかったため、とにかく番組を盛り上げようと、他番組への投稿を拝借し「本番組宛ての投稿」として読み上げていた。また、かつて催された公開イベントにおいて、関連業界向けに番組の好印象と認知度を上げようと画策。平野がイベントの来場者に対して、会場近くにある企業のショールームに行ったうえで、展示中の商品を絶賛するように指示を出したことがあった。
本番組では、朝日放送が出資する映画に対しても、「出資しているからこそ」とのスタンスであえて批判することがあった。その際には、会社上層部が放送を聴いていない事を願いながら、上層部に向けて番組を賛辞する投稿を紹介していた。
番組開始当初は確かに「お兄さん、お姉さん」であった平野・鳥居の両名も、放送の経過と共に、「おっさん、おばはん」と呼ばれる年齢に到達。それにつれて、「リスナーとの間で、映画の見方が少しずつ乖離しているのではないか？」と、放送やイベントで一抹の憂いを示すようになった。
平野は、職業柄キナ臭い情報にも接することから、「迂闊な事を喋れば番組ごと抹殺される」と吐露。インタビューの際に、インタビューイが放送できないような裏話を言った場合には、「恐ろしくて放送で流せない」と呻きながら編集で泣く泣く該当コメントをカットしていた。リスナーに確実に受けるネタを仕入れても、伊藤ディレクターへの事前確認で「（放送）出来んに決まっとるやろ。何を言うとるんや、お前大丈夫か」と真顔で制されたために、放送でそのネタを封印したこともある。
関西ディレクター大賞特別賞を受賞した際にも、受賞によって初めて存在を知ったという社員がいたほど、朝日放送の社内における本番組の知名度は低かった。そこで平野は、数週にわたって受賞報告を告知。この結果、「平野君、頑張ってくれたまえ」と、同局の社長直々に握手を求められるまでになった。もっとも、平野が放送でその顛末を語っても、鳥居は「まだ言うてるで」と雑に扱っていた。公開イベントにおいて、番組の存在を社にアピールすべく、来場者全員で同局の社屋に向かって手を振るよう平野が指示を出したこともある。

### 平野の降板と番組の終了
近年は、番組改編直後の放送で、平野が改編を無事に乗り越えたことを報告、聴取者らに向け感謝の言葉を送るのが恒例になっていた。放送開始時間が深夜2時から3時に繰り下げられた2008年の途中からは、早朝番組に近い番組と化したため、平野・鳥居ともリスナーの番組離れを危惧。それまで生放送で聴取していたリスナーからも、予約録音に切り替えるなどの対応を取る。その一方で、早朝に目が覚める年齢層がリスナーに加わったため、ニューカマーに向けて番組をアピールするようになる。
2009年7月4日の放送で平野が「充電期間に入る」との理由で降板。同年7月11日の放送からは、26時開始の30分番組として鳥居1人で3ヶ月間パーソナリティを務め、同年10月3日の放送を最後に、レギュラー番組としての放送を一時終了し、特別番組として月一回放送の継続を発表。以後、ABCラジオの公式サイト内「メール＆お便り」では、レギュラー放送終了直後から本番組を「終了した番組」と告知。
阪神タイガース戦の結果如何によって直前まで放送の有無が不明だったが、2009年10月に『ABCアシッド映画館スペシャル』として平野が3ヶ月ぶりに復活。放送するにあたり枠内で許す限りの映画紹介を行うという慌しい放送となった。公式アナウンスでは概ね月1回のペースで土曜日の21時台（特別番組枠）に放送するとされたが、11月放送分はスケジュールの都合で平野が欠席、再び鳥居一人での30分番組となり番組内で存続が全くの白紙である事を鳥居が打ち明けた。新作映画の紹介と、鳥居による映画関係者へのインタビューを中心に放送、このスペシャルとしての2回目の放送を最後に12月分の放送は行われず、年末恒例シネマグランプリの公募も開催も行われなかった。結果的に16年8か月の放送に幕を下ろした。
ABCの放送においてアナウンスも無く、パーソナリティ本人らによる告知も無く、同年12月中頃、番組公式サイトにてサイトの閉鎖を告知。これにより自然消滅に近い形で途絶える事となった。

## 関連人物
- クエンティン・タランティーノ - ジングル内の“Original sound drag ABC ASID CIMEMA Super cool radio！”は実声を使用。音声クレジットについては、タランティーノサイドに露見すると権利が発生する可能性があるので、あまり公にできないとのこと（番組内での平野の発言より）。
- 森田芳光
- トニー・ジャー - 映画「マッハ!!!!!!!!」の公開キャンペーンで来日、来阪。トニーの過剰なまでのサービス精神の旺盛さに平野が感激。番組ジングルにおいて実声を使用。公開前のインタビュー時に収録したものであるがマイクが近く大声であった為に音割れを起こしている。
- 堤幸彦 - レギュラー放送の最終回で、事前収録されたレギュラー放送を惜しむコメントが放送された。
- 浜村淳 - 感情の篭った語り口と詳細な映画説明で、映画の結末まで滔々と語る、関西映画批評ラジオ番組の重鎮。
- 藤本義一、古川嘉一郎、平山泰代 - 番組リスナー
- 山田真哉- 山田の著書『さおだけ屋はなぜ潰れないのか? 身近な疑問からはじめる経済学』（光文社、2005年2月16日、ISBN 4-334-03291-5）に平野の「エイリアン2を74回観た」というエピソードを具体的な数字を使い印象に残る一例として取り上げている。学生時代にリスナーであったことを公言。

## 関連書籍
- レッツ!ゲスシネマ　（平野著、青心社、1997年11月、ISBN 4-87892-134-X）
- 関西ウォーカー　（カドカワ）　平野執筆“銀幕魂”、現在”銀幕スター＆ギョーカイ人 列伝”（＆イラスト:はたのさとし）コラム連載中。